# Medalla Jakob Fugger
La medalla Jakob Fugger és una distinció alemanya que l'Associació dels editorials de diaris de Baviera va crear el 1963. Està atorgada a Múnic tots el cinq a set anys, sense data fixa a persones que «han contribuït de manera excepcional a la llibertat, independència i integritat de la premsa periòdica». Porta el nom d'en Jakob Fugger (1459-1629) i com que els organitzadors veuen en els seus Lletres de comerç (Handelsbriefe) que enviava als seus correspondents tot arreu al món un precursor de la premsa informativa llibre.
Normalment, la medalla està atorgada a persones. El 2012, per a la primera vegada, va ser atorgada a l'èquip complet del setmanari Die Zeit. El premi consisteix en una medalla d'or i un diploma, sense dotació financera.

## Premiats
- 1965: Focko Lüpsen
- 1967: Hans Dürrmeier
- 1969: Hans Albert Kluthe
- 1973: Edmund Banaschewski
- 1976: Axel Springer
- 1979: Karl Steinbuch
- 1982: Golo Mann
- 1989: Aenne Burda
- 1995: Karl Theodor Vogel
- 2000: Reinhard Mohn
- 2007: Hubert Burda
- 2012: Die Zeit